# Flughafen Wien (stacja kolejowa)
Flughafen Wien (niem: Bahnhof Flughafen Wien) – stacja kolejowa w Schwechat, w kraju związkowym Dolna Austria, w Austrii. Znajduje się na terenie Portu lotniczego Wiedeń-Schwechat. Obsługiwana jest przez pociągi S-Bahn w Wiedniu, City Airport Train i pociągi dalekobieżne.

## Charakterystyka
Stacja znajduje się w tunelu pod terenami lotniska Schwechat. Posiada 2 perony: po jednym bocznym i jednym wyspowym. Każdy ma długość około 450 metrów. Są one oznaczone cyframi i literami podzielonymi na sektory od A do F.

## Połączenia
- Intercity Express services (ICE 91) Hamburg - Hanover - Kassel - Nürnberg - Passau - Linz - St Pölten - Wiedeń - Flughafen Wien
- Intercity Express services (ICE 91) Dortmund - Essen - Düsseldorf - Kolonia - Koblenz - Frankfurt - Nürnberg - Passau - Linz - St Pölten - Wiedeń - Flughafen Wien
- City-Airport Train Wiedeń - Flughafen Wien
- S-Bahn w Wiedniu S7 Wien Florisdorf - Flughafen Wien - Wolfsthal

## Linie kolejowe
- Bratysława - Wiedeń